# Irish Cup 1898-99
Irish Cup 1898–99 var den 19. udgave af Irish Cup, og turneringen blev vundet af Linfield FC, som dermed vandt Irish Cup for sjette gang. Finalen fandt sted den 18. marts 1899 på Solitude i Belfast, hvor Glentoran FC var modstanderen. Finalen blev afbrudt efter 85 minutters spil ved stillingen 1-0 til Linfield FC, hvorefter Glentoran FC nægtede at spille videre i protest over, at kampens dommer ikke dømte straffespark for "hånd på bolden". To dage senere besluttede Irish Football Association at kåre Linfield FC som vindere af turneringen.

## Udvalgte resultater

### Semifinaler
| Dato         | Kamp                             | Res.   | Spillested              |
| ------------ | -------------------------------- | ------ | ----------------------- |
| 21.1.        | Glentoran FC – Belfast Celtic FC | 2–2    | Grosvenor Park, Belfast |
| 2.2.         | Linfield FC – Bohemians FC       | 4–2    | The Oval, Belfast       |
| Omkamp       |                                  |        |                         |
| 2.2.         | Glentoran FC – Belfast Celtic FC | [0]2–1 | Grosvenor Park, Belfast |
| Anden omkamp |                                  |        |                         |
| 1.3.         | Glentoran FC – Belfast Celtic FC | [0]1–2 | Grosvenor Park, Belfast |
| Omkamp       |                                  |        |                         |
| 11.3.        | Glentoran FC – Belfast Celtic FC | [0]2–0 | Grosvenor Park, Belfast |

### Finale
| Dato  | Kamp                       | Res.   | Spillested        |
| ----- | -------------------------- | ------ | ----------------- |
| 19.3. | Linfield FC – Glentoran FC | [0]1–0 | Solitude, Belfast |